# Janssand (Schiff)
Die Janssand ist ein ehemaliges Mehrzweckschiff für die Öl- und Schadstoffunfallbekämpfung der Betriebsstelle Norden-Norderney des Niedersächsischen Landesbetriebs für Wasserwirtschaft, Küsten- und Naturschutz (NLWKN).
2018 wurde das Schiff außer Dienst gestellt und anschließend versteigert. Nach einem Umbau wurde es als Sonja wieder in Fahrt gesetzt.

## Geschichte

### Einsatz beim NLWKN
Das Schiff wurde 1954 als Landungsboot für die Bundeswehr gebaut. Nachdem es zunächst militärisch genutzt wurde, stand es ab den 1970er Jahren dem Niedersächsischen Landesbetrieb für Wasserwirtschaft, Küsten- und Naturschutz zur Verfügung.
1988 wurde das Schiff auf der Lühring-Schiffswerft in Brake um rund vier Meter verlängert. Während des Umbaus wurde auch die Motorenanlage erneuert und ein Ölwehrgerät eingebaut, wodurch das bis dahin ausschließlich für Transportaufgaben genutzte Fahrzeug zum Mehrzweckschiff wurde. Bei einem weiteren Umbau 2003 wurde es mit einem modernen Bürstensystem zur Ölunfallbekämpfung ausgerüstet. Zur Öl- und Schadstoffunfallbekämpfung stand es dem Havariekommando zur Verfügung.
2018 wurde das Schiff außer Dienst gestellt und über die VEBEG versteigert.

### Verbleib des Schiffes
Das Schiff wurde von dem in Brunsbüttel ansässigen Unternehmen Hans Schramm & Sohn Schleppschifffahrt ersteigert, das es umfangreich umbauen ließ. Dabei wurden große Teile des Schiffes neu aufgebaut. Der Rumpf wurde verlängert und verbreitert.
Das für die Küstenfahrt bis zu 30 Seemeilen von der Küste entfernt zugelassene Schiff wird weiter als Mehrzweckschiff genutzt.

## Technische Daten
Das Schiff wird von zwei Dieselmotoren des Herstellers Klöckner-Humboldt-Deutz (Typ: SA6M816) mit jeweils 165 kW Leistung angetrieben, die über Untersetzungsgetriebe auf zwei Festpropeller wirken. Es erreicht damit eine Geschwindigkeit von bis zu 9 kn. Im Bug des Schiffes befindet sich ein Kegeljet als Querstrahlsteueranlage.
Das Schiff ist mit einem Hydraulikdieselmotor des Herstellers MWM (Typ: D 234-06) mit 140 kW Leistung und einem Generatordieselmotor ebenfalls des Herstellers MWM (Typ: 228-4) mit 31 kW Leistung ausgerüstet.
Als Janssand verfügte das Schiff über ein 95 Quadratmeter großes Arbeits- und Ladungsdeck. Dieses war über eine fünf Meter lange und 4,2 Meter breite, hydraulisch betriebene Bugrampe zugänglich. Darüber hinaus war es mit zwei Bordkränen ausgerüstet, die jeweils rund 1 t heben konnten.
Zur Bekämpfung von Ölunfällen war das Schiff mit einem Bürstensystem zur Ölaufnahme ausgerüstet. Darüber hinaus verfügte es über eine Explosions-Schutzausrüstung und eine Gaswarnanlage sowie weitere Spezialausrüstung für die Öl- und Schadstoffunfallbekämpfung, die sich ständig an Bord befand.
Das Schiff verfügte über einen Löschmitteltank, in dem 1.000 l Schaumlöschmittel für die Brandbekämpfung mitgeführt werden konnten.
An Bord befanden sich unter anderem zwei Kammern, eine Kammer mit zwei Kojen und eine Kammer mit vier Kojen, die mit einem Raumteiler in zwei Bereiche mit je zwei Kojen unterteilt war, sowie eine Messe mit Pantry.
Nach dem Umbau zur Sonja verfügt das Schiff über ein 230 Quadratmeter großes Arbeits- und Ladungsdeck, das weiterhin über eine Bugrampe zugänglich ist.

## Einsatz
Die Janssand erfüllte im Alltag überwiegend Transportaufgaben im Insel- und Küstenschutz. Das im unbeladenen Zustand nur 1,30 Meter tiefgehende Schiff war besonders für flache Gewässer geeignet. Da es trockenfallen konnte, konnte die Bugrampe auch unabhängig von Hafenanlagen genutzt werden.
Zur Ölbekämpfung konnten die an Bord installierten Ausleger-Ölsperren mit einer Länge von jeweils 6 Metern auf jeder Seite ausgefahren werden, so dass sich mit der Schiffsbreite eine Aufnahmebreite von rund 19 Metern ergab. Über die Ölsperren wurde auf dem Wasser befindliches Öl einem Bürstensystem zugeführt. Das mit zwei rotierenden Bürstenbändern je Schiffsseite ausgerüstete System nahm das Öl von der Wasseroberfläche auf. Über Pumpen wurde es in die dafür verfügbaren Ladetanks bzw. zusätzlich an Deck installierbare Deckstank befördert. Auf diesem Wege konnten bis zu 40 Kubikmetern Öl je Stunde und Schiffsseite abgeschöpft werden.